# Naturdenkmal Schwalgloch am Romberg
Das Naturdenkmal Schwalgloch am Romberg mit einer Größe von 0,13 ha liegt östlich von Brilon. Das Gebiet wurde 2008 mit dem Landschaftsplan Briloner Hochfläche durch den Hochsauerlandkreis als Naturdenkmal (ND) ausgewiesen. Das Naturdenkmal ist umgeben vom Landschaftsschutzgebiet Briloner Kalkplateau und Randhöhen. Etwas nördlich bzw. nordwestlich befindet sich das Naturschutzgebiet Romberg und etwas südlich das Naturschutzgebiet Drei Eichen. 
Das ND Schwagloch am Romberg gehört zu den sieben Naturdenkmälern im Landschaftsplan Briloner Hochfläche welche als Karsterscheinungen festgesetzt wurden. Dabei handelt es sich um vier Schwalglöcher und drei Dolinen.
Im Schwagloch am Romberg verschwindet ein nur 280 m langer Wasserlauf, welcher aus Südwesten kommt. Das Schwalgloch bildet hier eine etwa 5 m große Hohlform aus. Wegen der umgebenden Fichten ist das Schwalgloch nicht frei sichtbar.